# Ponti
Ponti – miejscowość i gmina we Włoszech, w regionie Piemont, na północnym zachodzie kraju, w prowincji Alessandria.
Według danych na styczeń 2010 gminę zamieszkiwało 646 osób przy gęstości zaludnienia 52,1 os./1 km².